# Sint-Jozefkerk (Düsseldorf)
De Sint-Jozefkerk (Kirche St. Josef) is een katholieke parochiekerk in Rath, sinds 1909 een stadsdeel van Düsseldorf. Het gebouw is gelegen aan de 
Rather Kirchplatz. Vanwege de kathedrale uitstraling heeft de kerk de bijnaam Rather Dom.

## Geschiedenis
Met de toename van de industriële ontwikkeling in Rath nam de bevolking tijdens de Industriële Revolutie enorm toe. Al snel groeide daarmee de behoefte aan een nieuwe kerk. Uit de middelen van een schenking werd een kleine romaanse kerk gebouwd, die in 1898 werd ingewijd. Ook deze kerk bleek door een verdere bevolkingsaanwas al snel te klein. In 1905 werd de eerste steen van de huidige basiliek gelegd. De werkzaamheden duurden tot 1909.
De architect Josef Kleesattel oriënteerde zich bij zijn ontwerp op de abdij van Maria Laach. Om de overgangsperiode, waarin de geloofsgemeenschap geen gebouw ter beschikking stond, zo kort mogelijk te houden, werden in eerste instantie het koor en dwarsschip aan de bestaande kerk aangebouwd. Daarna brak men de oude kerk af en bouwde men het nieuwe kerkschip. In deze bouwfase kon het voltooide transept als ruimte dienen voor de kerkvieringen. In 1909 wijde kardinaal Anton Fischer de nieuwe basiliek.
Na de Eerste Wereldoorlog volgde de kleurrijke beschildering van het interieur van de kerk. In de Tweede Wereldoorlog werd het kerkgebouw in 1944 door luchtaanvallen gedeeltelijk verwoest. Tot 1955 werd er gewerkt aan de herbouw van de kerk. Het exterieur van de kerk werd in de oorspronkelijke staat gereconstrueerd, het interieur daarentegen werd enigszins vereenvoudigd hersteld. 
In de jaren 1972-1981 vond een restauratie plaats. 

## Beschrijving
Het gebouw betreft een drieschepige neoromaanse kruisbasiliek met een transept. Een façade met twee torens van vier verdiepingen en 45 meter hoog sluit zich met een voorhal aan het kerkschip aan. De viering wordt met een octagonale toren en aanbouwingen gemarkeerd. Het middenschip heeft kruisribgewelven, de zijschepen hebben een rechthoekig gewelf.